# Ahmed Merza
Ahmed Merza Musa Ahmed (Manama, 24 febbraio 1991) è un calciatore bahreinita, centrocampista dell'Al-Hidd e della nazionale bahreinita.

## Carriera

### Nazionale
Con la Nazionale bahreinita ha preso parte alla Coppa d'Asia 2019.